# Автономный округ (Россия)
Российская Федерация состоит из 89 равноправных субъектов, 4 из которых имеют статус автономных округов:
| (При нажатии на изображение какого-либо автономного округа будет осуществлён переход на соответствующую статью.) |                                          |      |      |               |                  |                        |                                                        |
| № | Субъект федерации                        | Флаг | Герб | Площадь (км²) | Население (2024) | Административный центр | Административное деление субъекта федерации (подробно) |
| 1 | Ненецкий автономный округ                |      |      | 176 700       | ↗42 224          | Нарьян-Мар             | подробнее                                              |
| 2 | Ханты-Мансийский автономный округ — Югра |      |      | 534 800       | ↗1 759 386       | Ханты-Мансийск         | подробнее                                              |
| 3 | Чукотский автономный округ               |      |      | 737 700       | ↗48 029          | Анадырь                | подробнее                                              |
| 4 | Ямало-Ненецкий автономный округ          |      |      | 750 300       | ↗515 960         | Салехард               | подробнее                                              |

## Конституционно-правовой статус автономного округа
Один из шести видов субъектов Российской Федерации, сформированный по национально-территориальному признаку.
Статус автономного округа определяется Конституцией РФ, Федеративным договором, уставом автономного округа, а также договорами между Федерацией и субъектом или особым федеральным законом об автономном округе, принятым по представлению его законодательных и исполнительных органов.
Автономный округ является равноправным субъектом Российской Федерации:
- обладает собственным законодательством (устав и прочие нормативно-правовые акты);
- обладает собственной территорией (не может быть изменена без согласия субъекта) и населением;
- самостоятелен в решении вопросов, отнесённых к ведению субъектов Российской Федерации (в пределах полномочий автономного округа);
- самостоятельно участвует в международных и внешнеэкономических связях, вправе заключать соглашения как на международном, так и на федеральном уровне.

Автономный округ, при неурегулированности взаимоотношений с краем или областью, в состав которого он входит, вправе заключить с ним соответствующее соглашение.

## История в России
Автономные округа (АО) (до 7 октября 1977 года — Национальные округа (НО)) начали появляться в советский период, в составе новых административных единиц — краёв и областей по аналогии с обычными округами, на которые поначалу делились новые субъекты. Автономные округа существовали только на территории современной России и до 1992 года не были самостоятельными субъектами. К марту 1939 года количество автономных (национальных) округов установилось в количестве 10 образований и не изменялось вплоть до 2005 года.
На территории РСФСР в хронологическом порядке были образованы следующие автономные (национальные) округа (с 1990 года вошедшие в состав РФ):
| Округ | Годы существования | Куда входил | Примечание |
| --- | ------------------ | --- | --- |
| Балкарский округ* | 1920—1922          | Горская АССР | Объединён в Кабардино-Балкарскую АО |
| Ингушский округ* | 1920—1924          | Горская АССР | Преобразован в Ингушскую АО |
| Кабардинский округ* | 1920—1921          | Горская АССР | Преобразован в Кабардинскую АО |
| Карачаевский округ* | 1920—1922          | Горская АССР | Преобразован в Карачаево-Черкесскую АО |
| Осетинский округ* | 1920—1924          | Горская АССР | Преобразован в Северо-Осетинскую АО |
| Сунженский казачий округ** | 1920—1929          | Горская АССР (1920—1924) Северо-Кавказский край (1924—1929) | Передан Чеченской АО |
| Чеченский округ* | 1920—1922          | Горская АССР | Преобразован в Чеченскую АО |
| Коми-Пермяцкий АО | 1925—2005          | Уральская область (1925—1934) Свердловская область (1934—1938) Пермская область (с 1938) | В 2005 году преобразован в Коми-Пермяцкий округ Пермского края, возникшего в результате объединения Пермской области с автономным округом           |
| Черкесский НО | 1926—1928          | Северо-Кавказский край | Преобразован в Черкесскую АО |
| Ненецкий АО | с 1929             | Северный край (1929—1936) Северная область (1936—1937) Архангельская область (с 1937) | |
| Витимо-Олёкминский НО | 1930—1938          | Восточно-Сибирский край (1930—1936) Восточно-Сибирская область (1936—1937) Читинская область(1937—1938) | Ликвидирован |
| Корякский АО | 1930—2007          | Дальневосточный край (ДВК) (1930—1934) Камчатская область в составе ДВК (1934—1938) Камчатская область в составе Хабаровского края (1938—1956) Камчатская область (1956—2007)                               | В 2007 году преобразован в Корякский округ Камчатского края, возникшего в результате объединения Камчатской области с автономным округом            |
| Охотско-Эвенский НО | 1930—1934          | Дальневосточный край (ДВК) (1930—07.1934) Нижне-Амурская область в составе ДВК (07.1934—09.1934) | Ликвидирован |
| Таймырский (Долгано-Ненецкий) АО | 1930—2007          | Восточно-Сибирский край (1930—1934) Красноярский край (с 1934) | В 2007 году преобразован в Таймырский Долгано-Ненецкий район                                                                                        |
| Ханты-Мансийский АО (до 10.1940 — Остяко-Вогульский НО) | с 1930             | Уральская область (1930—01.1934) Обско-Иртышская область (01.1934—12.1934) Омская область (12.1934—1944) Тюменская область (с 1944)                                                                         | |
| Чукотский АО | с 1930             | Дальневосточный край (ДВК) (1930—1934) Камчатская область в составе ДВК (1934—1938) Камчатская область в составе Хабаровского края (1938—1951) Хабаровский край (1951—1953) Магаданская область (1953—1992) | 16 июля 1992 года Чукотский автономный округ вышел из состава Магаданской области и получил статус субъекта Российской Федерации.                   |
| Эвенкийский АО | 1930—2007          | Восточно-Сибирский край (1930—1934) Красноярский край (с 1934) | В 2007 году преобразован в Эвенкийский район |
| Ямало-Ненецкий АО | с 1930             | Уральская область (1930—01.1934) Обско-Иртышская область (01.1934—12.1934) Омская область (12.1934—1944) Тюменская область (с 1944)                                                                         | |
| Аргаяшский НО | 01.1934—11.1934    | Челябинская область | Ликвидирован |
| Агинский Бурятский АО (до 09.1958 — Агинский Бурят-Монгольский НО) | 1937—2008          | Читинская область | В 2008 году преобразован в Агинский Бурятский округ Забайкальского края, возникшего в результате объединения Читинской области с автономным округом |
| Карельский НО | 1937—1939          | Калининская область | Ликвидирован |
| Усть-Ордынский Бурятский АО (до 09.1958 — Усть-Ордынский Бурят-Монгольский НО)                                                                                         | 1937—2007          | Иркутская область | В 2008 году преобразован в Усть-Ордынский Бурятский округ                                                                                           |
| Примечания: * Округ являлся национальным по сути, но официального статуса «национальный» не имел. ** Фактически не являлся национальным, но условно считается таковым. |                    | | |

31 марта 1992 года, после подписания Федеративного договора, автономные округа стали самостоятельными субъектами Российской Федерации, но продолжали формально входить в состав областей или краёв.
16 июля 1992 года в соответствии с законом РФ Чукотский АО был официально выведен из состава Магаданской области. Для остальных девяти автономных округов соответствующие законы принять не успели, таким образом, Чукотский АО — единственный округ, не входящий в состав какого-либо другого субъекта федерации.

## Укрупнение регионов и упразднение автономных округов
В период 2005—2008 годов количество автономных округов в России сократилось за счёт их объединения с соседними субъектами, куда они номинально входили. В этот период были упразднены:
- Коми-Пермяцкий автономный округ, с 1 декабря 2005 года вошёл в состав нового Пермского края, образованного в результате слияния округа с Пермской областью по результатам референдума, проведённого 7 марта 2003 года;
- Эвенкийский автономный округ и Таймырский автономный округ, с 1 января 2007 года были присоединены к Красноярскому краю согласно референдуму 17 апреля 2005 года;
- Корякский автономный округ, 1 июля 2007 года объединился с Камчатской областью в Камчатский край согласно референдуму 23 октября 2005 года;
- Усть-Ордынский Бурятский автономный округ, 1 января 2008 года объединился с Иркутской областью согласно референдуму 16 апреля 2006 года;
- Агинский Бурятский автономный округ, 1 марта 2008 года объединился с Читинской областью в Забайкальский край согласно референдуму 11 марта 2007 года.

## Национальный состав Российских автономных округов (в процентах)
| Округ                                 | титульный | титульный | титульный | титульный | русские | русские | русские | русские | другие | другие | другие | другие |
| год                                   | 1979      | 1989      | 2002      | 2010      | 1979    | 1989    | 2002    | 2010    | 1979   | 1989   | 2002   | 2010   |
| ------------------------------------- | --------- | --------- | --------- | --------- | ------- | ------- | ------- | ------- | ------ | ------ | ------ | ------ |
| Агинский Бурятский                    | ▲52,2     | ▲ 54,9    | ▲ 62,5    |           | ▼42     | ▼ 40,8  | ▼ 35,1  |         |        |        |        |        |
| Коми-Пермяцкий                        | ▲61,6     | ▼ 60,2    | ▼ 59      |           | ▼34,9   | ▲ 36,1  | ▲ 38,1  |         |        |        |        |        |
| Корякский (все коренные)              | 16,3      | ▲ 16,45   | ▲ 26,6    | ▲30,3     | 62,9    | ▼ 62    | ▼ 50,5  | ▼46,2   |        | 24,9   | ▲ 40,5 | ▲46,5  |
| Ненецкий (коми)                       | ▼12,8     | ▼ 11,9    | ▲ 18,6    | ▼17,8     | ▲66     | ▼ 65,8  | ▼ 62,4  | ▼ 66,1  | ▼11,1  | ▼ 9,5  | ▲ 10,8 | ▼ 9    |
| Таймырский (Долгано-Ненецкий) (ненцы) | ▼9,6      | ▼ 8,9     | ▲ 13,8    | ▲ 15,7    | ▲68,9   | ▼ 67,1  | ▼ 58,6  | ▼ 50,0  | ▼5     | ▼ 4,4  | ▲ 7,6  | ▲ 10,1 |
| Усть-Ордынский Бурятский              | ▲34,1     | ▲ 36,3    | ▲ 39,6    |           | ▼58,3   | ▼ 56,5  | ▼ 54,4  |         |        |        |        |        |
| Ханты-Мансийский                      | ▼1,9      | ▼ 0,9     | ▲ 1,2     | ▲ 1,3     | ▼74,3   | ▼ 66,3  | ▼ 66    | ▲ 68,1  | ▼1,1   | ▼ 0,5  | ▲ 0,7  | ▲ 0,8  |
| Чукотский (все коренные)              | ▼8,1      | ▼ 7,3     | ▲ 23,4    | ▲ 26,7    | ▼68,6   | ▼ 66,1  | ▼ 51,8  | ▲ 52,5  |        | 9,6    | ▲ 30,8 | ▲ 35,3 |
| Эвенкийский                           | ▼20       | ▼ 14,1    | ▲ 21,5    | ▲ 22,0    | ▲62,5   | ▲ 67,5  | ▼ 61,9  | ▼ 59,4  |        |        |        |        |
| Ямало-Ненецкий (ханты)                | ▼10,7     | ▼ 4,2     | ▲ 5,2     | ▲ 5,9     | ▲59,1   | ▲ 59,2  | ▼ 58,8  | ▲ 61,7  |        | ▼1,5   | ▲ 1,7  | ▲ 1,9  |